# Liparis ascendens
Liparis ascendens är en orkidéart som beskrevs av Phillip James Cribb. Liparis ascendens ingår i släktet gulyxnen, och familjen orkidéer. Inga underarter finns listade i Catalogue of Life.